# ザ・タイガー・ライジング
『ザ・タイガー・ライジング』（原題:The Tiger Rising）は2022年に公開されたアメリカ合衆国のドラマ映画である。監督はレイ・ジャラターナ、主演はクリスチャン・コンヴェリーが務めた。本作はケイト・ディカミロが2001年に発表した児童書『虎よ、立ちあがれ』を原作としている。

## 概略
フロリダ州の田舎町。ロブ・ホートン少年は母親（キャロライン）の死という過酷な現実と向き合えずにいた。そんなある日、ロブは近所の森の奥で檻に囚われたトラを発見する。そのトラはロブが住むモーテルの管理人、ボーシャンが捕まえたものだった。ロブは新たに街にやって来た転校生（システィーン）とモーテルのメイド（ウィリー）の協力の下、トラを自由の身にすべく奮闘することになった。その過程で、ロブは母の死によってもたらされた悲しみや孤独を乗り越えていく。

## キャスト
- ロブ・ホートン：クリスチャン・コンヴェリー
- システィーン・ベイリー：マデリン・ミルズ
- ボーシャン：デニス・クエイド
- ウィリー・メイ：クイーン・ラティファ
- キャロライン・ホートン：キャサリン・マクフィー
- ロバート・ホートン・シニア：サム・トラメル
- ビリー・スリーモンガー：ニコラス・ライアン・ヘルナンデス
- ノートン・スリーモンガー：ジェイデン・フォンテイン

## 製作
2019年5月23日、クイーン・ラティファが本作に出演することになったと報じられた。8月30日、デニス・クエイドとマデリン・ミルズの起用が発表された。11月11日、サム・トラメル、キャサリン・マクフィー、クリスチャン・コンヴェリーがキャスト入りした。同月、本作の主要撮影がジョージア州で始まった。2020年7月1日、トミー・エマニュエルとドン・L・ハーパーが本作で使用される楽曲を手掛けるとの報道があった。
2021年11月18日、『ハリウッド・レポーター』は本作の製作サイドがスタッフに対する賃金不払いをはじめとするトラブルを起こしていると報じた。

## マーケティング
2020年2月22日、本作の劇中写真が初めて公開された。2021年12月8日、本作のオフィシャル・トレイラーが公開された。

## 評価
本作は批評家から酷評されている。映画批評集積サイトのRotten Tomatoesには15件のレビューがあり、批評家支持率は13%、平均点は10点満点で4点となっている。また、Metacriticには6件のレビューがあり、加重平均値は33/100となっている。
『ロサンゼルス・タイムズ』のゲイリー・ゴールドスタインは「物語の中心になっているトラの巨体やその美しさは印象に残るが、最悪なことに、この作品の他の要素はトラほどの魅力がない」と批判しつつも、クイーン・ラティファの演技には一定の評価を与えている。